# 米何拉
米何拉（希伯來語：‎ ) 是西岸一個篤信宗教的的莫河夫合作社和以色列定居点。位處于约旦河谷，與巴勒斯坦人村庄巴達拉和绿线相鄰， 由約旦河大裂谷地区委员会管辖。 米何拉的面積为 5,000 德南， 2019 年人口为 609 人。
国际社会普遍視以色列在约旦河西岸建立的定居点違反國際法，但以色列和美国政府对此表示异议。 

## 历史
村莊由阿基瓦之子的成员于 1967 年建立，于次年实现平民化，並以位于该地区的圣经城市亞伯米何拉(1 Kings 19:16) 命名。
巴勒斯坦人村莊艾爾法他（Al-Fatur）在1948年巴勒斯坦內戰後荒廢，米何拉的居民其後在這些土地上開墾耕种。 
在 1993 年，这里是米何拉交匯點爆炸案的案發地点。

## 外部連結
- 官方网站  （希伯來語）